# Hoek van Holland

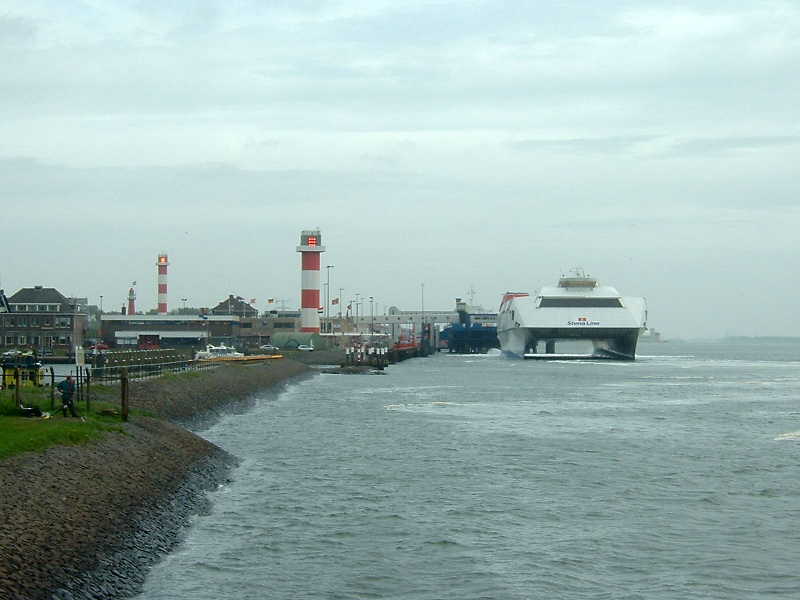
Färjeterminalen vid Nieuwe Waterweg.

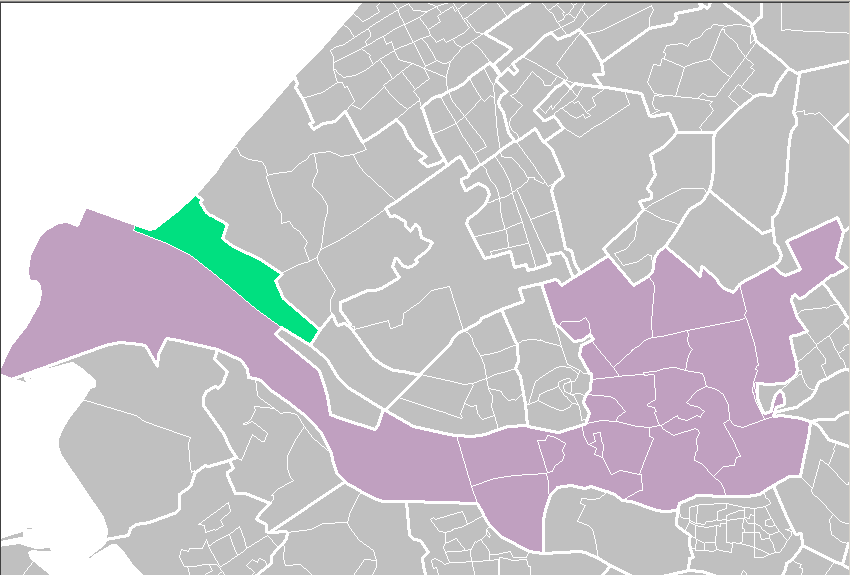
Kommundelens läge i Rotterdams kommun.

Hoek van Holland är en hamnstad utanför Rotterdam i Nederländerna. Staden utgör en kommundel (bestuurscommissiegebied, till 2014 deelgemeente) i Rotterdams kommun. Från staden bedriver Stena Line färjetrafik till Harwich i Storbritannien. Vid Hoek van Holland ligger Maeslantbarriären.